# Scraptiomima minima
Scraptiomima minima is een keversoort uit de familie bloemspartelkevers (Scraptiidae). De wetenschappelijke naam van de soort is voor het eerst geldig gepubliceerd in 1990 door Ponomarenko & Ryvkin.